# كوشيتسه II
كوشيتسه II (بالسلوفاكية: Košice II)‏ هو حي في مدينة كوشيتسه، بسلوفاكيا. تبلغ المساحة التقريبية للحي 79,6كم² في حين يبلغ تعداد سكان الحي ما يقرب من 80,476 بحسب إحصاء العام 2007. أما كثافة السكان فتصل إلى 1011 كم². يتشكل حي كوشيتسهII من تسعة بلديات لورينتشيك (بالسلوفاكية: Lorinčík)‏, لونيك IX (بالسلوفاكية: Luník IX)‏, ميسلافا (بالسلوفاكية: Myslava)‏,بيريش (بالسلوفاكية: Pereš)‏ بولوف (بالسلوفاكية: Poľov)‏, سيدليسكوKVP (بالسلوفاكية: Sídlisko KVP)‏، شاتسا (بالسلوفاكية: Šaca)‏, كوشيتسه تيراسا (بالسلوفاكية: Košice-Terasa)‏, كوشيتسه زاباد (بالسلوفاكية: Košice-Západ)‏.

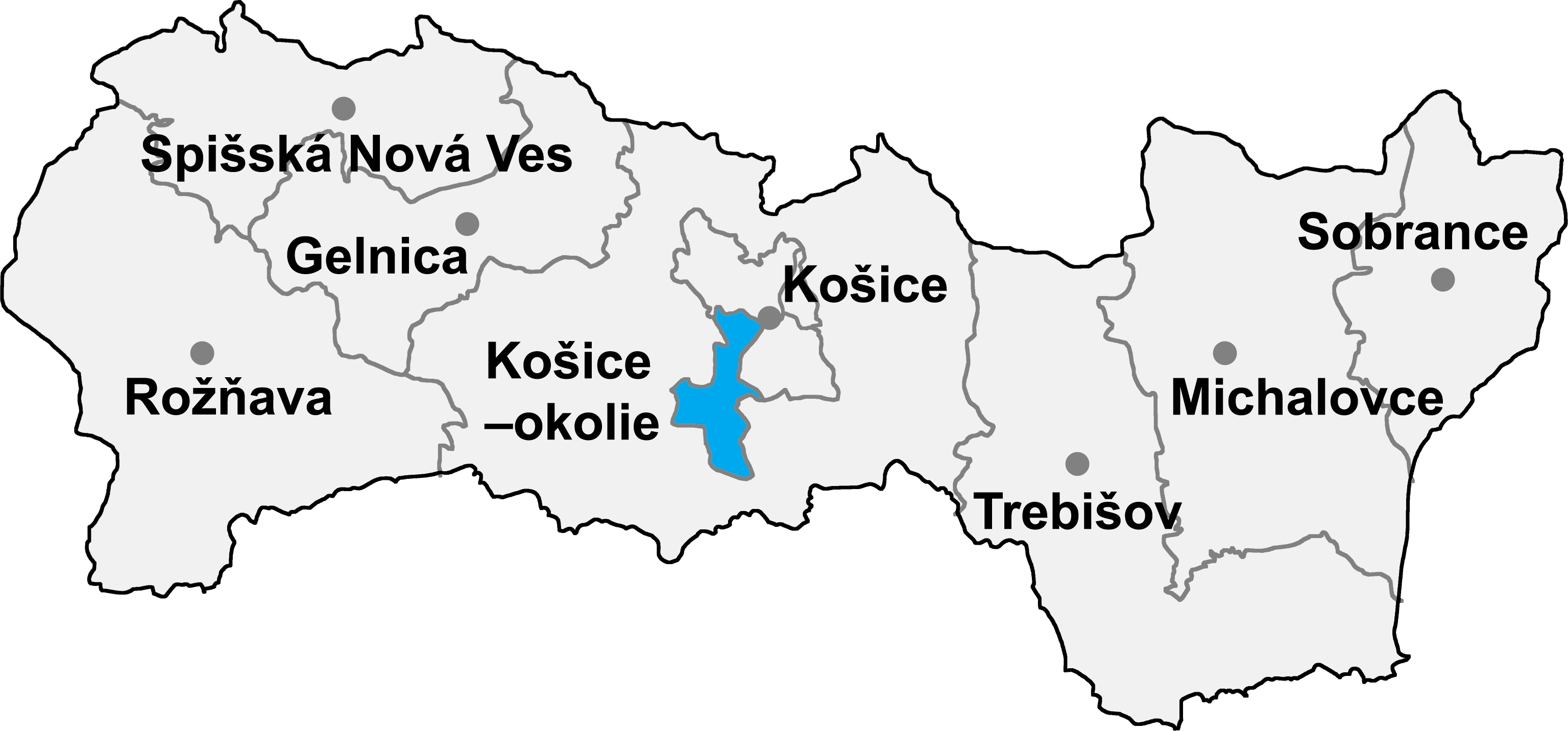
موقع حي كوشيتسهII في إقليم كوشيتسه